# エフェヴィガ雄志
エフェヴィガ雄志（エフェヴィガゆうじ、1999年10月19日 - ）は、日本の男性総合格闘家。東京都練馬区出身。TRIBE TOKYO M.M.A所属。現修斗環太平洋ライト級王者。

## 来歴
2022年2月27日、プロデビュー戦で岡澤弘太に1R　1分9秒KO勝ち。
2022年4月24日、グンター・カルンダに判定勝ち。
2023年1月15日、クアト驎に1R 1分20秒、レフェリーストップでTKO勝ち。
2023年5月14日、ジェラルベルト・カスティーリョに3R 2分44秒、パウンドアウトでTKO勝ち。
2023年9月30日、八木敬志に判定勝ち。
2023年11月19日、後藤陽駆に1R 21秒KO勝ち。
2024年3月23日、キム・ミンヒュンに1R 3分21秒、リアネイキドチョークで一本勝ち。
2024年5月19日、PROFESSIONAL SHOOTO 2024 vol.4の修斗vsYFU 日中7対7 対抗戦・副将戦でアーイージアコ・アーケンビエコァと対戦し、2Rに左ボディアッパーからのパウンドアウトでTKO勝ち。
2024年8月16日、TTF CHALLENGE 10で、Bellatorで2度タイトルマッチ経験者のエマニュエル・サンチェスと対戦。1Rに左フックからのパウンドアウトでTKO勝ち。
2024年11月30日、PROFESSIONAL SHOOTO 2024 Vol.8の修斗環太平洋ライト級王座決定戦でマックス・ザ・ボディと対戦。3Rにリアネイキドチョークで一本勝ちを収め、王座獲得に成功した。
2025年1月19日のPROFESSIONAL SHOOTO 2025 開幕戦で西尾真輔との修斗環太平洋ライト級チャンピオンシップが予定されていたが、西尾が体重調整中に体調不良となり、計量会場に来ることが出来ず計量失格となったため、不戦勝による初防衛成功となった。
2025年1月19日、PROFESSIONAL SHOOTO 2025 開幕戦でライダーHIROと対戦。1Rにリアネイキドチョークで一本勝ちを収めた。

### Road to UFC
2025年5月23日、中国・上海のUFCパフォーマンス・インスティテュート上海で開催されたRoad to UFC Season 4のライト級トーナメント1回戦でドム・マー・ファンと対戦し、0-3の判定負けを喫し1回戦敗退となった。

## 人物
- エフェヴィガは、父が西アフリカのトーゴ出身、母が日本人。空道をベースとし、2022年にMMAプロデビュー。

## 戦績
| 総合格闘技 戦績 | 総合格闘技 戦績 | 総合格闘技 戦績 | 総合格闘技 戦績 | 総合格闘技 戦績 | 総合格闘技 戦績 | 総合格闘技 戦績 |
| --------------- | --------------- | --------------- | --------------- | --------------- | --------------- | --------------- |
| 12 試合         | (T)KO           | 一本            | 判定            | その他          | 引き分け        | 無効試合        |
| 11 勝           | 6               | 3               | 2               | 0               | 0               | 0               |
| 1 敗            | 0               | 0               | 1               | 0               | 0               | 0               |

| 勝敗 | 対戦相手                         | 試合結果                                 | 大会名                                                                               | 開催年月日     |
|      | ケーラン・ジョブリン             | 試合前                                   | TTF CHALLENGE 11                                                                     | 2025年9月14日  |
| ×    | ドム・マー・ファン               | 5分3R終了 判定0-3                        | Road to UFC Season 4 【ライト級トーナメント1回戦】                                   | 2025年5月23日  |
| ○    | ライダーHIRO                     | 1R 4:33 リアネイキドチョーク             | PROFESSIONAL SHOOTO 2025 開幕戦                                                      | 2025年1月19日  |
| ○    | マックス・ザ・ボディ             | 3R 3:17 リアネイキドチョーク             | PROFESSIONAL SHOOTO 2024 vol.8 【修斗環太平洋ライト級王座決定戦】                    | 2024年11月30日 |
| ○    | エマニュエル・サンチェス         | 1R 3:40 TKO（左フック→パウンド）         | TTF CHALLENGE 10                                                                     | 2024年8月16日  |
| ○    | アーイージアコ・アーケンビエコァ | 2R 2:31 TKO（左ボディアッパー→パウンド） | PROFESSIONAL SHOOTO 2024 vol.4 【修斗vsYFU 日中7対7 対抗戦 副将戦】                  | 2024年5月19日  |
| ○    | キム・ミンヒュン                 | 1R 3:21 リアネイキドチョーク             | PROFESSIONAL SHOOTO 2024 vol.3                                                       | 2024年3月23日  |
| ○    | 後藤陽駆                         | 1R 0:21 KO（左フック→パウンド）          | PROFESSIONAL SHOOTO 2023 vol.7                                                       | 2023年11月19日 |
| ○    | 八木敬志                         | 5分3R終了 判定3-0                        | GLADIATOR 023                                                                        | 2023年9月30日  |
| ○    | ジェラルベルト・カスティーリョ   | 3R 2:44 TKO（パウンド）                  | Combate Global: Mexico vs. Japan                                                     | 2023年5月14日  |
| ○    | クアト驎                         | 1R 1:20 TKO（レフェリーストップ）        | PROFESSIONAL SHOOTO 2023 開幕戦 【2022年度新人王決定トーナメント決勝戦ウエルター級】 | 2023年1月15日  |
| ○    | グンター・カルンダ               | 5分3R終了 判定3-0                        | LDH Martial Arts                                                                     | 2022年4月24日  |
| ○    | 岡澤弘太                         | 1R 1:09 TKO（パンチ連打→パウンド）       | EXFIGHT 4                                                                            | 2022年2月27日  |

### アマチュア総合格闘技
| 勝敗 | 対戦相手 | 試合結果             | 大会名               | 開催年月日     |
| ○    | 藤波勇飛 | 2R 0:12 負傷判定 3-0 | EXFIGHT-2            | 2021年10月30日 |
| ○    | 有賀大悟 | 5分2R終了 判定3-0    | アマチュアパンクラス | 2021年5月9日   |

## 獲得タイトル
- 2022年度修斗ウェルター級新人王（2023年）
- 第11代修斗環太平洋ライト級王座（2024年）

## 表彰
- 北斗旗全日本空道体力別選手権 準優勝